# Radvanice v Čechách
Radvanice (deutsch Radowenz) ist eine Gemeinde in Tschechien. Sie liegt elf Kilometer östlich von Trutnov und gehört zum Okres Trutnov.

## Geographie

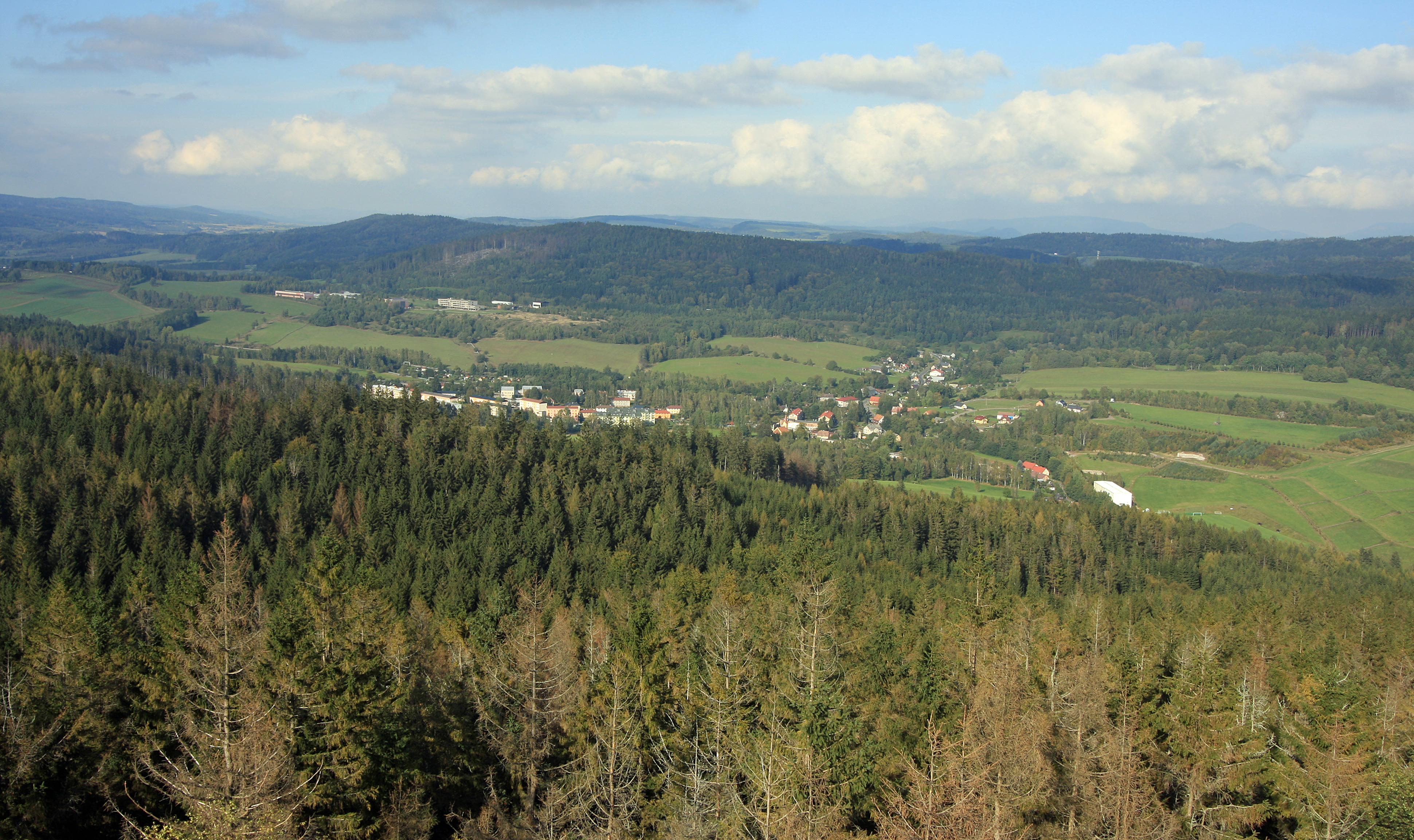
Radvanice

Radvanice befindet sich im Tal des Baches Jívka (Gibker Wasser) im Habichtsgebirge. Nördlich erhebt sich der Přední Hradiště (710 m), im Nordosten der Čáp (Storchberg, 785 m), östlich der Hradiště (683 m), im Südosten die Kolčarka (691 m) und südlich der Žaltman (Hexenstein, 739 m). Am nördlichen Ortsrand verläuft die Bahnstrecke Trutnov–Teplice nad Metují.
Nachbarorte sind Chvaleč und Hodkovice im Norden, Janovice und Nové Dvorky im Nordosten, Skály, Studnice und Horní Vernéřovice im Osten, Dolní Vernéřovice, Jívka und Petrovice im Südosten, Přední Hory, Malé Svatoňovice und Velké Svatoňovice im Süden, Zadní Hory, U Buku und Starý Sedloňov im Südwesten, Paseka, Markoušovice und Studénka im Westen sowie Slavětín im Nordwesten.

## Geschichte

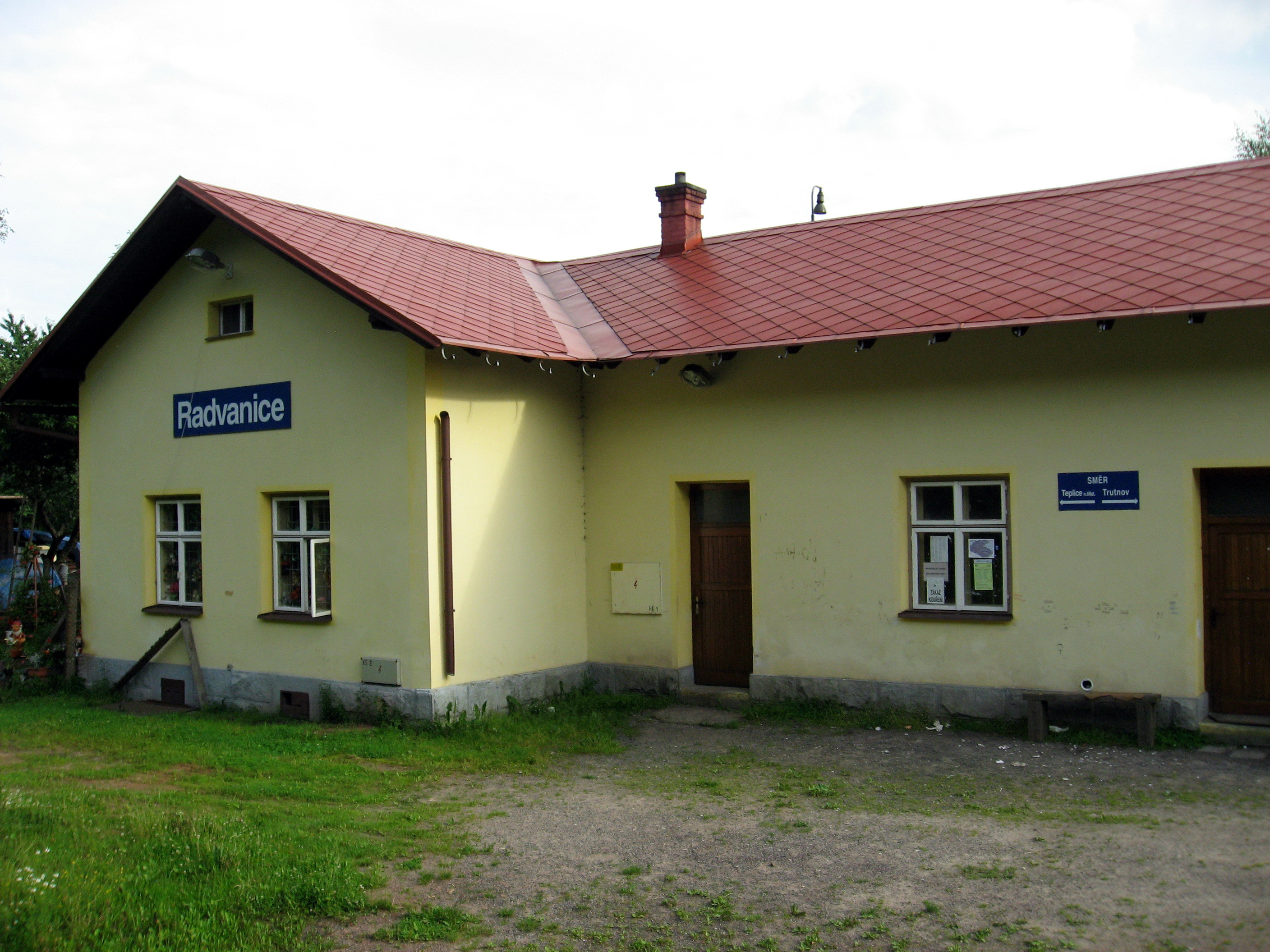
Bahnstation Radvanice

Überlieferungen zufolge sollen die Ursprünge des Dorfes bis in die Regentschaftszeit des Herzogs Udalrich zurückreichen.
Einer Legende nach soll die Siedlung im Jahre 1023 von einem Rademacher namens Wenzel gegründet und nach ihm benannt worden sein. Eine andere Überlieferung berichtet, dass nach der Überlassung des Trutnover Distrikts an einem legendären Ritter Trut, dieser die Feste Trutnov gegründet und die Wälder unter seinen Förstern aufgeteilt haben soll. Einer von ihnen, Christoph Materna, soll dann bei seinem Hof das Dorf Radvanice gegründet haben. Wahrscheinlicher ist jedoch, dass der  Ort wesentlich später entstand und der Ortsname sich vom Personennamen Radvan herleitet.
Die erste urkundliche Erwähnung von Radwanicze erfolgte 1607. Im Jahre 1790 wurde das Dorf als Radowanicz bzw. Radowencz bezeichnet und bestand aus 61 Häusern. Radowenz/Radwanice bestand 1834 aus 123 Häusern, in den 814 Personen lebten. Im Ort bestanden eine Schule, ein Jägerhaus, drei Leinwandbleichen sowie zwei Schänken, zwei Mühlen und eine Brettsäge. Auf der bewaldeten Anhöhe beim Alten Schloss soll eine Ritterburg gestanden sein, von der zu dieser Zeit noch einige Relikte erhalten waren. Pfarrort war Ober Wernersdorf. Eine wesentliche Erwerbsquelle der Bewohner bildete der Handel mit Schleißen (Leuchtspäne). Bis zur Mitte des 19. Jahrhunderts war das Dorf zur Familienfideikommissherrschaft Starkstadt untertänig.
Ab 1850 bildete Radowenz/Radvanice mit den Ortsteilen Brenden/Paseka und  Schönborn/Studénka eine Gemeinde im Gerichtsbezirk Trautenau bzw. im Bezirk Trautenau. In der Zweiten Hälfte des 19. Jahrhunderts wandelte sich das Dorf zu einer Bergarbeitersiedlung. Im Jahre 1930 hatte Radowenz 778 Einwohner. Nach dem Münchner Abkommen wurde die Gemeinde dem Deutschen Reich zugeschlagen und gehörte bis 1945 zum Landkreis Trautenau. 1939 lebten in Radowenz 704 Personen. Nach dem Ende des Zweiten Weltkrieges kam das Dorf zur Tschechoslowakei zurück und die deutschen Bewohner wurden vertrieben. 1948 erfolgte die Eingemeindung von Slavětín.
Um Radvanice befinden sich die Halden mehrerer stillgelegter Steinkohlenzechen.

## Bergbau und Geologie
Das Radowenzer Tal gehört zur Lagerstätte des Schatzlarer Steinkohlenbeckens (Žacléřská černouhelná pánev), das auch als Ostböhmisches Kohlebecken (Východočeská uhelná pánev) bezeichnet wird. Durch R. Manger wurde in den 1830er Jahren zwischen Slavětín und Chvaleč mit dem Steinkohlenabbau in der Grube Cölestin begonnen. Im Jahre 1840 förderte Franz Lamprecht in seinen 22 Grubenmaßen zwischen Radvanice und Jívka 400 t Steinkohle. Eine weitere Grube wurde seit dem Ende der 1840er Jahre vom Unternehmen Klein-Lanna & Liebig eröffnet. Nachfolgend wurden in einer Vielzahl von Schächten im Tiefbau Steinkohle gefördert. In den 1850er Jahren lag die jährliche Gesamtfördermenge dieser kleinen Gruben bei 2000 t. Jedoch war die geförderte Kohle minderer Qualität.
Im Zuge der wachsenden Nachfrage nach Steinkohle wurden durch die Familie Völker 1885 die Gruben Anna und Balthasar eröffnet, welche nach zehnjährigem Betrieb wegen Unrentabilität wieder stillgelegt wurde. Erfolgreicher war die durch Franz Pfeiffer betriebene Zeche. Sie unterlag nach zehn Jahren schließlich dem Standortnachteil gegenüber den Zechen in Schwadowitz, die über einem Eisenbahnanschluss nach Jermer verfügten.
Nach dem Ersten Weltkrieg erwarb S. Wolf die Radowenzer Gruben und gründete mit weiteren Interessenten die Radowenzer Steinkohlen-Gewerkschaft (Radvanické kamenouhelné těžařstvo). Nachdem 1922 die Grube Cölestin stillgelegt worden war, wurde diese mit der Zeche Katharina vereinigt, zu der während der Weltwirtschaftskrise noch sämtliche anderen Radowenzer Gruben zugeschlagen wurden. Die Förderung der Grube Katharina stieg zwischen 1926 und 1930 stetig an. Im Gegensatz zu den großen Steinkohlenrevieren des Landes, die vorrangig die Schwerindustrie versorgten, wurde die Kohle der Radowenzer Gruben vor allem an die Leicht- und Lebensmittelindustrie geliefert; Hauptabnehmer waren Zuckerfabriken, die Bahn und das neue Kraftwerk in Parschnitz, welches jährlich 70.000 t Kohle benötigte. Dadurch überstand die Radowenzer Steinkohlen-Gewerkschaft die Weltwirtschaftskrise im Wesentlichen ohne Einschränkungen.
Der Aufschwung der Rüstungsindustrie führte in der zweiten Hälfte der 1930er Jahre zur Erhöhung der Fördermenge der Radowenzer Gruben auf jährlich 70.000 t (1937). Nach der deutschen Besetzung wurde die der jüdischen Familie Erlanger gehörige Západočeského báňského akciového spolku (ZBAS, deutsch: „Westböhmische Bergbau AG“) bis 1941 „arisiert“ und an die Sudetenländischen Bergbau AG angeschlossen. 1942 verkaufte die Radowenzer Steinkohlen-Gewerkschaft die Grube Katharina wegen fehlenden Betriebskapitals an die ZBAS. In den Jahren 1943 und 1944 wurden in der Grube Katharina 97.000 t Kohle gefördert. Dabei wurde die Erschließung der Flöze in größeren Tiefen vorangetrieben.
Nach dem Zweiten Weltkrieg wurde der Bergbau durch den Ausbau der Grube Kateřina forciert. Anfang 1946 wurde Důl Kateřina verstaatlicht und den Východočeské uhelné doly (VUD, deutsch: „Ostböhmische Kohlegruben“) angeschlossen. 1952 erhielt die Grube den NamenDůl Stachanov  und wurde unter die Verwaltung der Joachimsthaler Uranbergwerke gestellt. Ab dem 1. April 1957 wurde die Grube Kateřina wieder an die VUD angeschlossen. Nachdem in den 1970er Jahren auch die tiefsten Flöze angefahren worden waren, stagnierte ab 1978 die Förderung.
Nach der politischen Wende zeigte sich der Steinkohlenbergbau im Schatzlarer Revier auf dem geöffneten Weltmarkt nicht mehr konkurrenzfähig, sodass seine Einstellung bis 1996 beschlossen wurde. Rückläufige Fördermengen und der Anstieg der Förderkosten führten zur Vorverlegung diese Zeitpunktes auf aus Jahresende 1992. Danach übernahm die Gemec s.r.o. die Verwahrung und Sicherung der Grubenbaue. Die letzte Steinkohle aus der Grube Kateřina wurde 1994 gefördert. Die größte Teufe erreichte die am Bahnhof gelegene neue Grube Stachanov mit 700 m.
In den Radvanicer Gruben wurden insgesamt 13 Millionen Tonnen Steinkohle gefördert. Hinzu kommt noch eine nicht näher ausgewiesene Fördermenge radioaktiver Erze in der Grube Stachanov zwischen 1952 und 1957.
Radvanice ist Fundstätte der seltenen Minerale Hoelit, Kratochvílit, Mullit und Tugarinovit.

## Gemeindegliederung
Für die Gemeinde Radvanice sind keine Ortsteile ausgewiesen. Zu Radvanice gehören die Ansiedlungen Paseka (Brenden), Slavětín (Slatin) und Studénka (Schönborn).

## Sehenswürdigkeiten
- Neoromanische Kirche Johannes des Täufers, erbaut 1899
- Mariensäule an der Kirche, geschaffen 1865
- Kapelle des hl. Josef in Slavětín, erbaut um 1900
- Aussichtsturm auf dem Berg Žaltman (Hexenstein)
- Zkamenělý les (Versteinerter Wald) mit Resten von verkieselten Farnen
- Gezimmerte Chaluppen
- Wintersportgebiet Studénka mit Skilift
- mehrere Bunkerlinien des Tschechoslowakischen Walls, errichtet 1933 bis 1938

## Söhne und Töchter der Gemeinde
- Emmanuel Johann Schöbel (1824–1909), Bischof von Leitmeritz und Hochmeister der Kreuzherren mit dem Roten Stern